# La verga d'Aronne
La verga d'Aronne è un romanzo in stile picaresco di David Herbert Lawrence scritto nel 1917 e pubblicato nel 1922. Il titolo biblico è un chiaro riferimento al bastone di Aronne, fratello maggiore di Mosè, descritto nell'Antico Testamento; esso, in quanto simbolo divino d'autorità ed indipendenza, ma anche di orgoglio maschio e virile, trova la sua eco nel flauto di Aaron.

## Trama
Il protagonista della storia, Aaron Sisson, è un dirigente sindacale nelle miniere di carbone del Midlands inglese, intrappolato in un matrimonio oramai del tutto stantio e prevedibile; egli è anche un appassionato di musica, difatti suona il flauto con talento pur essendo solamente un dilettante.
Un giorno viene preso dall'insopprimibile impulso di lasciare la moglie e i due figli per visitare l'Italia; il suo sogno è quello che le sue abilità possano venire finalmente riconosciute, e così diventare un vero e proprio musicista professionista. Lungo il percorso incontra e fa amicizia con Rawdon Lilly, uno scrittore, il cui personaggio presenta molte analogie con lo stesso Lawrence.
Giunto a Firenze comincia a frequentare i vari circoli intellettuali ed artistici che ivi si trovano, comincia ad occuparsi di politica e finisce con l'avere una relazione con una signora aristocratica. Il libro si conclude con un'esplosione, dovuta al lancio d'una bomba (non si capisce bene se per responsabilità anarchica o fascista), che distrugge lo strumento di Aaron, tarpandone così le possibilità di sviluppo della personalità.

## Edizioni italiane
- trad. Carlo Izzo, Milano: Mondadori, 1949
- trad. Walter Mauro, Roma: Newton Compton, 1995